# 茨城県立結城第一高等学校
茨城県立結城第一高等学校（いばらきけんりつゆうきだいいちこうとうがっこう）は、茨城県結城市にある県立高等学校。

## 概要
1897年（明治30年）に結城町立結城蚕業学校として創立。1902年（明治35年）に結城町立農学校と改称。1929年（昭和4年）、茨城県に移管され、茨城県立結城農業高等学校と改称し、1948年（昭和23年）の学制改革によって茨城県立結城農業高等学校となって翌1949年（昭和24年）、商業科・定時制を併設して茨城県立結城第一高等学校と改称する。創立以来、県西地区の農業教育の中心となっていたが、1993年（平成5年）より普通高校となった。校訓は「自彊不息（じきょうやまず）」。校内には学校のシンボルであるケヤキやクスノキの大木があり、緑に囲まれた環境で学習できる。特筆すべきは、日本の重要無形文化財に指定されている結城紬を体験できる施設「つむぎ教室」を持ち、体験学習や部活動が行われる。全日制、普通科4学級。生徒定員160人 / 学年。

## 沿革
- 1897年（明治30年）
  - 4月19日 - 結城町立結城蚕業学校創立[3]
  - 6月 - 結城町立染織学校を併設[3]
- 1902年（明治35年） - 結城町立結城農学校となる[3]。
- 1929年（昭和4年） - 茨城県に移管、茨城県立結城農学校となる[3]。
- 1948年（昭和23年） - 茨城県立結城農業高等学校に改称[3]
- 1949年（昭和24年） - 茨城県立結城第一高等学校となる。商業科・定時制を設置[3]
- 1972年（昭和47年） - 商業科が独立して茨城県立鬼怒商業高等学校となり、単独の農業学校となる[1]。
- 1983年（昭和58年） - 普通科を設置[3]
- 1993年（平成5年） - 農業科募集停止。普通科のみとなる[3]。
- 1994年（平成6年） - 野球グラウンドを整備[3]
- 1997年（平成9年）
  - 2月 - 合宿所を新設[3]
  - 11月 - 創立100周年式典を実施[3]
- 2005年（平成17年）2月 - 新体育館竣工[3]

## 主な卒業生
- 須藤茂 - 筑西市長
- 青木豊 - 写真家
- 宮崎勇 - 茨城県議会議員
- 平塚明 - 結城市議会議員、元結城市長